# Odruch deliberacyjny
Odruchy deliberacyjne – to objawy prymitywne, atawistyczne, które świadczą o patologii układu nerwowego. Występowanie tych objawów świadczy o uszkodzeniu dróg nadjądrowych (korowo-opuszkowo-mostowych).
Występują w takich zespołach jak: zespół rzekomoopuszkowy (uszkodzone są obie półkule mózgu – obustronne uszkodzenie dróg korowo-jądrowych) czy zespół płata czołowego.
Odruchy deliberacyjne sprawdzane podczas badania neurologicznego obejmują:
- Odruch pyszczkowy
- Odruch rogówkowo-bródkowy
- Odruch dłoniowo-bródkowy